# 핀치필드
핀치필드는 조지 오웰(George Owell)의 소설 《동물 농장》에 나오는 농장 이름이다. 이 농장의 주인 프레드릭은 히틀러를 상징하며, 따라서 이 농장은 나치 독일을 상징한다. 이 농장은 필킹턴의 폭스우드보다 작지만 관리가 매우 잘 되어있다.